# Грязные мокрые деньги
«Грязные мокрые деньги» (англ. Dirty Sexy Money) — американский телесериал об адвокате Нике Джордже, который работает на самую могущественную и богатую семью Нью-Йорка — Дарлингов. Отец Ника, Дач Джордж, был семейным адвокатом Дарлингов. С детства Ник рос в тени этой семьи, поскольку отец всегда был занят на работе, а мать бросила их, так как ей надоело постоянное отсутствие мужа. С тех пор Ник дал себе слово, что больше никогда и ничего не будет связывать его с этой семьей.
Премьера сериала состоялась на телеканале ABC 26 сентября 2007 года. Из-за забастовки сценаристов осенью 2007 года в эфир вышло только 10 эпизодов из 13. В мае 2008 года руководство телекомпании заявило, что в новом сезоне «Грязные деньги» вернутся на экраны. В 2008 году вышел второй сезон сериала из 13 эпизодов.

## Сюжет
Сериал начинается с момента, когда Ник узнает, что отец погиб в авиакатастрофе. Глава клана — Трипп Дарлинг — предлагает Нику занять место Датча (Голландца), семейного адвоката. Ник отказывается, однако Трипп предлагает пожертвовать 10 миллионов долларов фонду, созданному Ником. Теперь Нику Джорджу придется быть поверенным Дарлингов и решать все их проблемы от судебных дел до организации вечеринки на Бруклинском мосту.
Ник Джордж (Питер Краузе) уже несколько месяцев не разговаривает со своим отцом, Датчем. Все попытки последнего провести время с сыном заканчиваются неудачей. Ник с детства чувствовал себя ненужным, поскольку Датч всегда пропадал на работе, так как работал на самую богатую семью Нью-Йорка — Дарлингов, а мама ушла из семьи. Он рос в тени своего отца и пятерых детей Триппа и Летисии Дарлинг. Повзрослев, Ник отдалился от Датча и не захотел иметь ничего общего с его самым крупным клиентом.
Но вскоре Ник узнает, что отец погиб в авиакатастрофе. Он начинает подозревать, что Датча убили, так как он слишком много знал. Ник, Лиза и Кики даже не смогли сначала попасть на похороны Датча, потому что из-за прибытия Дарлингов полиция оцепила церковь и никого не пропускала. В итоге, Нику помог Патрик Дарлинг — старший сын Триппа.
Через некоторое время Нику делают предложение, от которого он не может отказаться. Трипп предлагает ему занять место Датча и стать семейным адвокатом. Ник отклоняет предложение, но старик Дарлинг знает слабое место Ника Джорджа. Он предлагает положить на счет фонда имени Датча Джорджа 10 миллионов долларов. Тогда Ник соглашается, надеясь, что сможет помочь тем, кто в этом нуждается.
Не все дети одобряют выбор Триппа. Преподобный Брайан Дарлинг, сын Триппа, ненавидит Джорджа. Причина его негативного отношения кроется в том, что Триппу всегда нравился Ник, и он всегда хотел иметь такого сына.
А вот его сестра, Карен Дарлинг, счастлива этой новости. Её и Ника связывали романтические отношения. В детстве они были неразлучны, а в 19 лет Ник сделал Карен предложение. Но Карен испугалась и отменила свадьбу. После чего Ник уезжает учиться. Однако, вновь встретив Ника, у Карен появилась навязчивая идея во что бы то ни стало заполучить его.
В первый же день Ник узнает, что у его отца и Летисии Дарлинг был роман. Об этих отношениях уже давно знал её муж Трипп, но молчал. Это значит, что у главы семейства Дарлингов был повод свести счеты с Датчем.
Но появляется ещё один подозреваемый — Саймон Элдер. Он утверждает, что Датч работал на него и передавал ему информацию о Дарлингах. Саймон уже давно хочет отомстить Триппу. У него есть план, который он намерен осуществить с помощью Патрика и Карен Дарлинг.

## Персонажи
- Ник Джордж (Питер Краузе) — адвокат, сын Датча. Его мать бросила семью из-за того, что Датч все время проводил в семье Дарлингов. Вместе с женой Лизой воспитывает дочь Кики. Он не хотел быть похожим на отца, поэтому решил, что будет защищать тех, кто не может позволить себе дорогого адвоката. После смерти отца основал фонд его имени. Согласился работать на Триппа Дарлинга, после того, как тот пообещал давать 10 миллионов долларов в год на благотворительность. Был когда-то влюблён в Карен Дарлинг, в 19 лет сделал ей предложение.
- Трипп Дарлинг (Дональд Сазерленд) — глава семьи. Женат на Летиции более 40 лет. У них пятеро детей: Патрик, Карен, Брайан, и двойняшки Джулиет и Джереми. Трипп доверял Датчу, хотя и знал, что у него роман с его женой. Относится к Нику как к своему сыну, ставит его в пример. Ненавидит Саймона Элдера и хочет его уничтожить.
- Летиция Дарлинг (Джилл Клейберг) — супруга Триппа. Светская львица, элегантная, умная женщина. У неё был роман с Датчем, отцом Ника. Она скрывает тайну, связанную с тем, что отцом одного из детей является Датч.
- Патрик Дарлинг (Уильям Болдуин) — старший сын Триппа и Летиции. Прокурор Нью-Йорка, женат, имеет двоих детей. У него есть небольшой секрет — он влюблён в транссексуала Кармелиту. Становится на сторону Саймона Элдера, чтобы доказать отцу свою независимость.
- Преподобный Брайан Дарлинг (Гленн Фицджеральд). Несмотря на то, что он священнослужитель, характер у него сложный и злобный. Ненавидит Ника из-за того, что тот «идеальный сын». Женат на китаянке Мэй Линг, воспитывает двоих дочерей. У него есть внебрачный сын Брайан — младший, которого он сначала выдаёт за сироту из Швеции. После того, как Мэй Линг узнала о ребёнке, она потребовала развод.
- Карен Дарлинг (Натали Зиа) — старшая дочь Триппа и Летиции. Красивая, решительная, сумасбродная светская львица. Руководит семейным благотворительным фондом. В начале каждой серии Ник называет её «профессионалом по разводам». Была замужем четыре раза. Её постоянные разводы — предмет саркастических шуток в семье. Влюблена в Ника и хочет женить его на себе. Не стесняется открыто говорить всем и каждому, что её первым мужчиной был именно Ник.
- Лиза Джордж (Зоуи МакЛелан) — жена Ника, мама Кики. Обожает своего мужа, ненавидит Карен Дарлинг, потому что боится, что у Ника могут вновь проснуться к ней чувства. Понимает супруга, но и отмечает, что теперь на первом месте для него Дарлинги, а уж потом она и Кики.
- Джереми Дарлинг (Сет Гейбл) — испорченный гуляка и ловелас. Не ценит деньги, любит вечеринки, ведёт ночной образ жизни. После неприятного происшествия решает взяться за ум. Устраивается на работу парковщиком и в первый же день знакомится с девушкой, которая не обращает на него внимание. Он хочет завоевать её, но не говорит, кто он на самом деле.
- Джульет Дарлинг (Самира Армстронг) — близнец Джереми. Очень любит брата, считает, что между ними есть особая связь. У неё образ Пэрис Хилтон — тусовщица и транжира. Мечтает стать актрисой. Расстроилась и разозлилась, когда узнала, что ей дали главную роль в спектакле только потому, что её отец финансировал проект.
- Саймон Элдер (Блэр Андервуд) — миллиардер, выросший в СССР. Мечтает отомстить Триппу Дарлингу.

## Эпизоды

### Сезон 1
| № | Название                                      | Дата             |
| --- | --------------------------------------------- | ---------------- |
| 1 | Пилотный эпизод (англ. Pilot)                 | 26 сентября 2007 |
| Когда адвокат самой могущественной семьи Нью-Йорка, Датч Джордж, погибает в авиакатастрофе, Трипп Дарлин предлагает его сыну Нику занять его должность в качестве семейного адвоката. Ник узнает первую тайну, связанную с Дачем. Но самое сложное у него впереди, ведь теперь ему предстоит выполнять поручения и капризы пятерых детей Триппа. |                                               |                  |
| 2 | Львы (англ. The Lions)                        | 3 октября 2007   |
| Ник пытается выяснить причину смерти отца с помощью механика вертолёта Нормана Эксли, который также работает на Дарлингов. Джульет не хочет участвовать в семейной фотосессии с львами, а Трипп давит на Патрика, чтобы тот объявил о решении баллотироваться в Сенат. Но у Патрика свои проблемы, ведь ему все сложнее скрывать свои отношения с транссексуалом Кармелитой. У Джереми завязывается тайный роман с бывшей подругой Джульет, Натали Кимптон. Бывшая подружка Брайана оставляет ему их сына.                                                                                           |                                               |                  |
| 3 | Итальянский банкир (англ. The Italian Banker) | 10 октября 2007  |
| Ник узнает, что существует диск с неприглядным видео, на котором запечатлен один из детей Триппа. Из-за этой записи Ника начинают шантажировать, и он должен узнать, кто же снят на видео. Патрик не может расстаться со своей любовницей, а Джереми не хочет, чтобы Джульет узнала о его романе. Брайан говорит, что малыш, которого он привёл в дом — сирота из Швеции. Но его жена узнает, что Брайан младший знает английский. Карен готовится к свадьбе с профессиональным игроком в гольф. |                                               |                  |
| 4 | Кьявенеска (англ. The Chiavennasca)           | 17 октября 2007  |
| Лиза хочет провести выходные с Ником без разговоров о Дарлингах. Но Нику необходимо поехать в Италию, чтобы найти детектива, который знал Датча. Трипп просит Ника привезти ему бутылку вина «Кьявенеска». Лиза едет с ними, но выясняется, что Карен с женихом тоже решили поехать. В Италии Карен рассказывает Лизе, что в 19 лет Ник сделал ей предложение. Лиза обижена, она подозревает, что у Ника есть какие-то причины скрывать их отношения с Карен. Ник также узнает, что его отец собирал компромат на некоего Саймона Элдера и даже на Триппа. Натали признается Джереми, что беременна. |                                               |                  |
| 5 | Мост (англ. The Bridge)                       | 24 октября 2007  |
| Приближается 25 день рождения близнецов. Трипп выделяет им на вечеринку миллион долларов. Джереми и Джульет ссорятся из-за Натали и хотят провести день рождения отдельно друг от друга. В итоге Джереми хочет устроить вечеринку на Бруклинском мосту, что потребует дополнительных затрат (ещё миллион). Ник встречается с Саймоном Элдером и узнает кое-что новое о своем отце. Джереми узнает, что Натали его обманывала. |                                               |                  |
| 6 | Игра (англ. The Game)                         | 31 октября 2007  |
| Каждый год на яхте проводится игра в покер среди мульти-миллионеров со всего мира. В этот раз Трипп ожидает прибытия Саймона Элдера. Саймон обещает Нику дать настоящие документы о проведённой экспертизе вертолёта, если тот уговорит Триппа поставить на кон «Дарлинг Плаза» — здание, которое очень дорого всей семье. Карен выясняет, что она не разведена. Летисия подозревает, что её старшая дочь до сих пор влюблена в Ника. Все узнают, что малыш из Швеции на самом деле сын Брайана. |                                               |                  |
| 7 | Свадьба (англ. The Wedding)                   | 14 ноября 2007   |
| Перед свадьбой Карен волнуется как никогда. Лиза подозревает, что все это как-то связано с Ником. В Нью-Йорк возвращается мать Брайана-младшего и хочет забрать сына. Через 45 минут после свадьбы Карен требует развода. Она ставит Ника в неловкое положение. Летисия обещает дочери помочь снова заполучить его. Выясняется, что Патрик сотрудничает с Саймоном. |                                               |                  |
| 8 | Загородный дом (англ. The Country House)      | 21 ноября 2007   |
| Ник хочет провести день благодарения с Лизой и Кики. Однако у Триппа свои планы. Он просит Ника организовать встречу между ним, Саймоном и Патриком в загородном доме. С Ником едет Лиза. Супруга Патрика хочет встретиться с Кармелитой. Летисия рассказывает Лизе о том, что сделала Карен после своей свадьбы, из-за чего Лиза и Ник ссорятся. Джереми пытается произвести впечатление на Софию, но только так, чтобы она не узнала о его происхождении. |                                               |                  |
| 9 | Часы (англ. The Watch)                        | 28 ноября 2007   |
| Раскрыта тайна, связывающая Датча и Летисию. Карен начинает встречаться с Саймоном. Брайана арестовывают за то, что он пытался подкупить судью. Джереми продолжает играть роль бедного парковщика. |                                               |                  |
| 10 | Щелкунчик (англ. The Nutcracker)              | 5 декабря 2007   |
| Ник узнает о том, что Карен встречается с Саймоном. Но он не может понять, почему это его так беспокоит. Кармелита говорит Патрику, что за ней следят. Он советует ей не беспокоиться, однако позже выясняет, что её похитили. Джереми обращается за помощью к Лизе. |                                               |                  |

### Сезон 2
| № | Название                                              | Дата            |
| --- | ----------------------------------------------------- | --------------- |
| 1 | Подарок на день рождения (англ. The Birthday Present) | 1 октября 2008  |
| Трипп и Летиция Дарлинг устраивают роскошную вечеринку на яхте по случаю дня рождения Ника, несмотря на то, что Ник и его жена Лиза планировали отпраздновать его в узком семейном кругу. Роман Карен и заклятого врага её отца, Саймона Элдера, стремительно развивается. Тем временем, семейная жизнь Патрика и Эллен неминуемо рушится. Младший из клана Дарлингов — Джереми — знакомится в баре с очаровательной девушкой Нолой и проводит с ней ночь. Неожиданный арест одного из членов семьи повергает всех Дарлингов в шок… |                                                       |                 |
| 2 | Семейный адвокат (англ. The Family Lawyer)            | 8 октября 2008  |
| Для всего семейства Дарлингов наступают тяжелые времена. Накануне выборов в сенат жена Патрика Эллен погибает при пожаре в семейном поместье. Летицию обвиняют в убийстве отца Ника, Голландца Джорджа. Триппу необходимо выбрать преемника, который временно заменит его жену в должности вице-председателя совета директоров «Дарлинг Интерпрайзис». Он просит Ника посоветовать ему достойную кандидатуру. Джереми узнает об истинной профессии своей новой возлюбленной Нолы…                                                   |                                                       |                 |
| 3 | Главный свидетель (англ. The Star Witness)            | 22 октября 2008 |
| Ник соглашается защищать в суде Летицию, обвиняемую в смерти его отца. Неожиданно он узнает, что его мать, которую он не видел уже более 30 лет, находится в списке свидетелей прокурора Нолы Лайонз. Джереми и Нола продолжают тайно встречаться. Тем временем, Патрика мучают угрызения совести, и он хочет публично рассказать о том, как на самом деле погибла его жена. Брайан отправляется в Бразилию с твёрдым намерением привезти своего сына обратно: он уверен, что мать мальчика плохо о нём заботится…                  |                                                       |                 |
| 4 | Молчание (англ. The Silence)                          | 29 октября 2008 |
| По мере того, как приближается день выборов, кандидат в сенаторы Патрик хочет предать гласности отношения со своей любовницей Кармелитой. Трипп идёт на крайние меры, чтобы не допустить этого. Ник и Лиза записываются на прием к психологу. Родной брат Эллен угрожает Дарлингам: он считает, что они причастны к смерти его сестры. По просьбе Карен Ник пытается выяснить у Саймона истинный мотив его желания жениться на ней…                                                                                                 |                                                       |                 |
| 5 | Вердикт (англ. The Verdict)                           | 5 ноября 2008   |
| Из-за постоянных нападок Нолы Лайонз Нику тяжело даётся защита Летиции в суде. Ситуация меняется, когда он неожиданно узнает тайну Нолы. Но на этом сюрпризы не заканчиваются: Нику становятся известны неприятные подробности о жене Лизе. Карен просит Ника сообщить её отцу новость о её свадьбе с Саймоном. На приеме у врача Брайан и Андреа узнают ошеломляющую новость… |                                                       |                 |
| 6 | Пострадавшие стороны (англ. The Injured Party)        | 19 ноября 2008  |
| Летиция случайно сбивает молодую велосипедистку Рэнн. Чтобы избежать ещё одного публичного скандала, Трипп приглашает девушку отдохнуть в поместье Дарлингов. Патрик предлагает Ноле Лайонз должность директора по работе с персоналом в его сенатской команде. К великому удивлению Брайана, Андреа отказывается бороться со своей болезнью и не хочет проходить курс лечения… |                                                       |                 |
| 7 | Загородный дом (англ. The Summer House)               | 3 декабря 2008  |
| Карен готовится к свадьбе: она убеждена, что её пятый брак будет последним и счастливым. Трипп по-прежнему не доверяет Саймону. Лиза пытается заставить Ника ревновать. Невзирая на протесты Нолы, Патрик берет Джереми на работу. Брайан все больше сближается с Андреа. Летиция замечает, что Трипп уделяет слишком много внимания их гостье Рэнн… |                                                       |                 |
| 8 | План (англ. The Plan)                                 | 10 декабря 2008 |
| Вопреки советам Ника и Триппа, сенатор Патрик Дарлинг приглашает Кармелиту на свою инаугурацию. Чейз нарушает данное Дарлингам обещание и угрожает сделать публичное заявление о том, что Патрик виновен в смерти его сестры. Джереми узнает, что Саймон имеет власть над младшим братом Нолы. Здоровье Андреа с каждым днём становится все хуже. Карен едет к Нику, чтобы загладить перед ним свою вину. У двери в квартиру она сталкивается с вооружённым грабителем…                                                             |                                                       |                 |
| 9 | Донор органов (англ. The Organ Donor)                 | 17 декабря 2008 |
| Дарлинги улаживают последствия стрельбы Чейза во время инаугурации Патрика, в результате которой Джереми теряет память. После развода Ник и Лиза обсуждают условия опеки над их дочерью Кики. Брайан решает вновь стать церковным проповедником и продолжает встречаться с Андреа… |                                                       |                 |
| 10 | Факты (англ. The Facts)                               | 18 июля 2009    |
| Семейство Дарлингов уезжает из города на День Благодарения. Тем временем в их нью-йоркском особняке шофёр Кларк рассказывает дотошной журналистке о нашумевших событиях, связанных хозяевами: об обвинении Летиции в убийстве, отношениях Саймона и Карен, о приключениях Джулиет с её другом Каем и многом другом… |                                                       |                 |
| 11 | Кабриолет (англ. The Convertible)                     | 25 июля 2009    |
| Ник, узнав, что Лиза увезла Кики на выходные в Мэриленд, берет самолёт Дарлингов и летит за дочерью. Вместе с ним на борту оказываются Карен и Брайан. Трипп хочет, чтобы Патрик уговорил конгрессмена Чарльза Уотли изменить своё негативное отношение к биотопливу Саймона Элдера. Саймон подозревает, что Джереми имитирует амнезию… |                                                       |                 |
| 12 | Неожиданное прибытие (англ. The Unexpected Arrival)   | 1 августа 2009  |
| Карен рассказывает Нику, что беременна от Саймона. В поместье Дарлингов планируется вечеринка в честь партнёрства Элдера и Триппа. Андреа узнает, что Брайан изменяет ей с бывшей женой, и выгоняет его из дома. Супруга конгрессмена Уотли Дана оказывает Патрику знаки внимания… |                                                       |                 |
| 13 | Плохой парень (англ. The Bad Guy)                     | 8 августа 2009  |
| Саймон попадает в больницу с тяжёлым ранением. Ник узнает, что Лиза пишет разоблачительную книгу о семействе Дарлингов. Патрик хочет закрутить роман с Даной Уотли. Брайан затевает ремонт в квартире Ника… |                                                       |                 |